# Alsenz

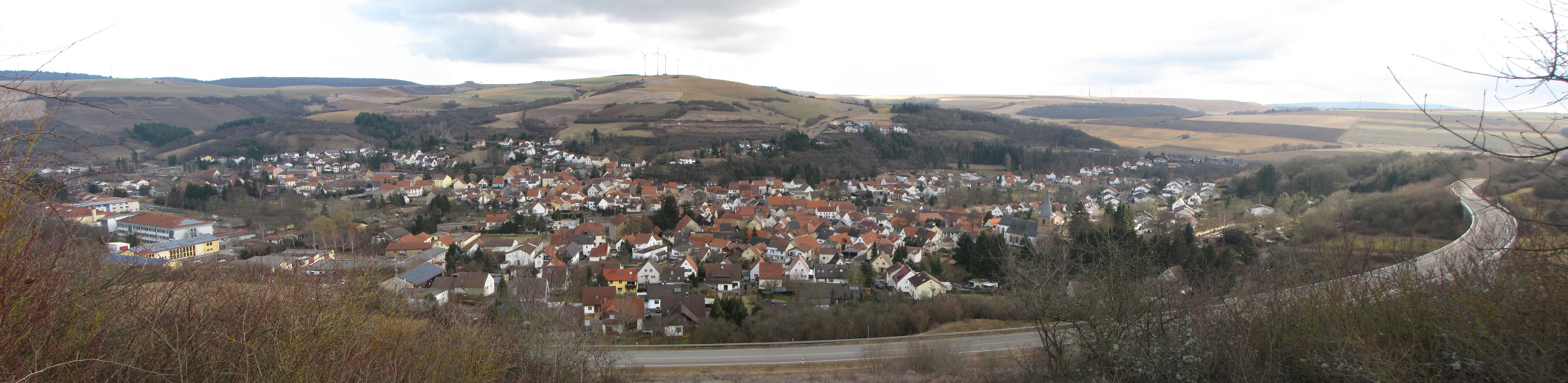
Alsenz

Alsenz ist eine Ortsgemeinde im rheinland-pfälzischen Donnersbergkreis und gemessen an der Einwohnerzahl dessen zehntgrößte Ortsgemeinde. Sie gehört der Verbandsgemeinde Nordpfälzer Land an, die je eine Verwaltungsstelle in Alsenz und am Hauptsitz Rockenhausen hat. Alsenz ist gemäß Landesplanung als Grundzentrum ausgewiesen.

## Geographie

### Lage
Alsenz liegt im Nordpfälzer Bergland, das Teil des Saar-Nahe-Berglands ist, am gleichnamigen Fluss an der Grenze zum Landkreis Bad Kreuznach. Nördlich des Siedlungsgebiets mündet von links die Moschel in diese. Zur Gemeinde gehören auch die Wohnplätze Am Wasserhaus und Bahnwärterhaus Ohlbach. Angrenzende Gemeinden sind – im Uhrzeigersinn – Hochstätten, Kalkofen, Münsterappel, Oberhausen an der Appel, Gaugrehweiler, Bayerfeld-Steckweiler, Oberndorf, Schiersfeld, Sitters, Niedermoschel und Hallgarten. Weitere Nachbargemeinden sind Feilbingert im Norden und Mannweiler-Cölln im Süden.

### Klima
Der Jahresniederschlag beträgt 606 mm.

## Geschichte
Ein prähistorisches Zeugnis im Ort bildet der Menhir von Alsenz.
Urkundlich erwähnt wurde Alsenz erstmals im Jahr 775 in der Form Alisencia im Lorscher Codex.
Das Kloster Otterberg war im Ort begütert.
1532 wurde in Alsenz die Reformation eingeführt. Ab dem 16. Jahrhundert wurden rund um Alsenz permische Sandsteine (Rotliegend) abgebaut. 1606 wurde in Alsenz eine Münze eingerichtet. Die Darstellung des Münzbildes beinhaltet mit einem Löwen die Wild- und Rheingrafenschaft, mit beiden Salmen die Grafschaft Salm und mit einem Querbalken die Herrschaft Vinstingen. Die sogenannte Herrschaft Alsenz gehörte im Laufe der Jahrhunderte unterschiedlichen Besitzern. 1756 kam sie zu Nassau-Weilburg, wo sie bis Ende des 18. Jahrhunderts verblieb.
Um 1790 wurde die nahe Alsenz gelegene Siedlung Authweiler aufgegeben. Die ansässigen Familien ließen sich größtenteils in Alsenz nieder. Heute erinnert noch der Authweiler Graben, wo noch vereinzelt Mauersteine zu finden sind, an die ehemalige Siedlung. Weitere aufgegebene Siedlungen, die in der heutigen Gemarkung Alsenz liegen, waren: Katzhof(en), etwas nördlich gelegen, zwischen Alsenz und Hochstätten. Auf Karten ist es bis etwa 1730 verzeichnet. Ohlbach, etwas nördlich gelegen, entlang des Baches Ohlbach etwas oberhalb der Mündung des Baches in die Alsenz. Mauerreste sind unterirdisch vorhanden. Manbach, zwischen Alsenz und Oberndorf gelegen. Auf Karten ist es bis etwa 1790 verzeichnet. Joch(e)weiler, die genaue Lage und der Zeitpunkt der Aufgabe sind heute unbekannt. Bis vor Ausbruch des Ersten Weltkriegs soll die Siedlung noch als Flurname im Gedächtnis gewesen sein. 
Von 1798 bis 1814, als die Pfalz Teil der Französischen Republik (bis 1804) und anschließend Teil des Napoleonischen Kaiserreichs war, war Alsenz im Departement Donnersberg in den Kanton Obermoschel eingegliedert und war Sitz einer Mairie, die zusätzlich Cölln, Oberndorf und Mannweiler umfasste. 1815 wurde der Ort Österreich zugeschlagen. Bereits ein Jahr später wechselte der Ort in das Königreich Bayern. Von 1818 bis 1862 gehörte er dem Landkommissariat Kirchheim an; aus diesem ging das Bezirksamt Kirchheim hervor. Am 1. Dezember 1900 wechselte die Gemeinde in das neu geschaffene Bezirksamt Rockenhausen.
Ab 1939 war der Ort Bestandteil des Landkreises Rockenhausen. Nach dem Zweiten Weltkrieg wurde Alsenz innerhalb der französischen Besatzungszone Teil des damals neu gebildeten Landes Rheinland-Pfalz. Im Zuge der ersten rheinland-pfälzischen Verwaltungsreform wechselte die Gemeinde am 7. Juni 1969 zusammen mit den meisten anderen Orten des Kreises in den neu geschaffenen Donnersbergkreis. Drei Jahre später wurde sie Teil der Verbandsgemeinde Alsenz-Obermoschel.

## Einwohner

### Bevölkerungsentwicklung
Die Entwicklung der Einwohnerzahl von Alsenz, die Werte von 1871 bis 1987 beruhen auf Volkszählungen:
| Jahr | Einwohner |
| ---- | --------- |
| 1815 | 1.141     |
| 1835 | 1.510     |
| 1871 | 1.589     |
| 1905 | 2.172     |
| 1939 | 1.726     |
| 1950 | 1.827     |
| 1961 | 1.869     |

| Jahr | Einwohner |
| ---- | --------- |
| 1970 | 1.908     |
| 1987 | 1.716     |
| 1997 | 1.860     |
| 2005 | 1.764     |
| 2011 | 1.684     |
| 2017 | 1.676     |

### Religion
Die jüdische Gemeinde erbaute 1765 die spätbarocke Synagoge, die heute noch existiert. An die Gemeinde erinnern zudem die Judengasse und der Jüdische Friedhof.

## Politik

### Bürgermeister
Karin Wänke (CDU) ist seit dem 23. November 2020 Ortsbürgermeisterin von Alsenz, nachdem sie bereits seit Juli die Amtsgeschäfte als Erste Beigeordnete ausgeübt hatte. Bei der Direktwahl am 11. Oktober 2020 war sie als einzige Bewerberin mit einem Stimmenanteil von 81,35 % gewählt worden. Zur Wahl am 9. Juni 2024 gab es keine Bewerbungen. Daher erfolgte diese durch den Rat.
Wänkes Vorgänger Michael Rink (parteilos) hatte das Amt seit August 2019 ausgeübt, war aber am 15. Juli 2020 zurückgetreten. Zuvor war Klaus Zepp (CDU) seit 1994 Ortsbürgermeister, er hatte 2019 aber nicht erneut kandidiert.

### Wappen und Flaggen
|  |  |
|  |  |

| | Blasonierung: „Im geteilten, oben von Silber und Blau gespaltenen Schild vorn ein linksgekehrter blauer, rotbewehrter Löwe, hinten ein rechtsgekehrter goldener, rotbewehrter Löwe, unten in Grün ein breiter silberner Wellenbalken.“ |
| Wappenbegründung: Im 14. Jahrhundert hatten die Grafen von Veldenz und die Grafen von Zweibrücken die Ortsherrschaft inne. Ein Gerichtssiegel aus dem Jahr 1570 zeigte oben rechts den Pfälzer Löwen und oben links die Rauten aus dem Wappen der Wittelsbacher. Ein älteres Siegel zeigte das vollständige Wappen der Zweibrücker. Im Jahr 1755 erlangten die Fürsten von Nassau die vollständige Kontrolle über das Dorf. Die Siegel aus dieser Zeit zeigten den Löwen von Nassau und den redenden Wellenbalken für die Alsenz. Im aktuellen Wappen wurden dem Wellenbalken zwei Löwen hinzugefügt, der blaue von Veldenz und der goldene von Nassau. Das Wappen wurde von Helmut von Jan entworfen und am 11. August 1959 vom Ministerium des Innern des Landes Rheinland-Pfalz in Mainz genehmigt. Auf der am 25. September 1975 genehmigten grün-weiß-grün gestreiften Hissflagge ist das Gemeindewappen zentriert angebracht. Auf der ebenfalls grün-weiß-grünen Bannerflagge ist das Gemeindewappen in der oberen Hälfte versetzt angebracht. | |

## Kultur und Sehenswürdigkeiten

### Bauwerke
Im Zentrum des Ortes befindet sich das Renaissance-Rathaus, 1578 erbaut. Das Gebäude besteht aus einem gemauerten Erdgeschoss mit Rundbögen sowie Fachwerk im Obergeschoss.
Das Pfälzische Steinhauermuseum, das Museum für Heimatgeschichte und die Nordpfalzgalerie nutzen ebenfalls Räume im Rathaus. Der nassau-weilburgische Amtshof, erbaut etwa 1780, die 1756 erbaute ehemalige Synagoge sowie die aus dem 18. Jahrhundert stammende protestantische Kirche prägen das Ortsbild.

### Vereine
Der größte Verein ist die Turn- und Sportgemeinde (TuS) 1884/1919 Alsenz e. V. (Abt.: Fußball, Tennis, Volleyball, Damengymnastik, Karate, Tae-Kwon-Do)

## Infrastruktur

### Verkehr

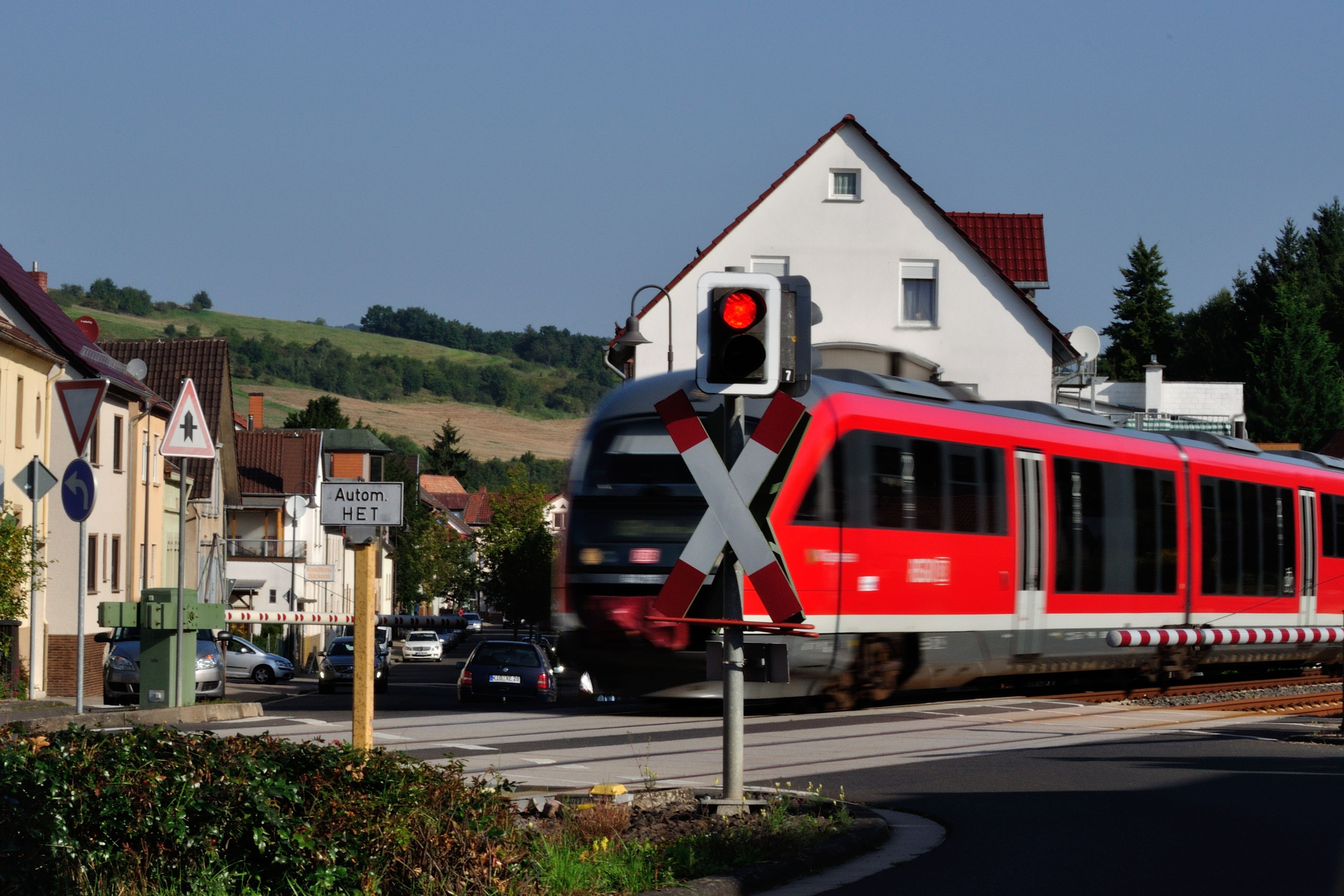
Alsenz Bahnübergang

Alsenz liegt an den Bundesstraßen 48 (Bingen am Rhein – Bad Bergzabern) und 420 (Nierstein – Ottweiler). Durch den Ort verlaufen außerdem die Landesstraße 403 und die Kreisstraße 25. Darüber hinaus besitzt die Gemeinde einen Bahnhof an der 1871 vollendeten Alsenztalbahn, auf der Züge nach Bingen am Rhein und Kaiserslautern verkehren. Südlich des Bahnhofs durchquert die Strecke den Alsenz-Tunnel. 1903 wurde außerdem die Schmalspurbahn nach Obermoschel eröffnet, welche jedoch bereits 1935 außer Betrieb ging.
Zudem liegt Alsenz am Alsenz-Radweg.

### Schulen
Die Nordpfalzschule mit etwa 400 Schülern war die erste Notebookschule in Rheinland-Pfalz, musste aber kurz darauf wegen Schülermangels schließen. Seitdem gibt es eine Grundschule und eine Fachschule Sozialwesen (Ausbildung zum staatlich anerkannten Erzieher) der Berufsbildenden Schule Donnersbergkreis in Alsenz. Kinder an weiterführenden Schulen müssen in das 12 km entfernte Rockenhausen ausweichen.

### Einrichtungen
Vor Ort existiert ein Kinder- und Jugendheim, das unter Trägerschaft der Evangelischen Heimstiftung Pfalz steht.

### Energie
Teilweise auf Gemarkung der Ortsgemeinde befindet sich der Windpark Alsenz.

## Persönlichkeiten

### Söhne und Töchter der Gemeinde
- Jacob Müller (1822–1905), Rechtsanwalt, Versicherungskaufmann und Politiker
- Adolf Boyé (1869–1934), Diplomat, Staatssekretär im Auswärtigen Amt und Gesandter in Peking
- Wilhelm Frick (1877–1946), Politiker (NSDAP), Mitglied des Reichstages, Reichsinnenminister, Reichsprotektor von Böhmen und Mähren
- August Kopp (1886–1970), evangelischer Theologe
- Karl König (1910–1979), Politiker (SPD)
- Hermann Arnold (1912–2005), Sozialhygieniker
- Walter Kopp (1913–1974), Major (Wehrmacht), Agent der U.S. Army und später Oberstleutnant (Bundeswehr)
- Alfred Schrick (1919–2007), Ltd. Ministerialrat und Autor, u. a. Mitherausgeber des Alsenzer Wörterbuch (2 Bände, 1998)
- Bernd Roos (* 1945), Leichtathlet

### Personen, die vor Ort gewirkt haben
- Karl Steitz (1890–1966), Politiker (CDU), besuchte die Landwirtschaftsschule Alsenz